# I baccanali di Tiberio
I baccanali di Tiberio è un film del 1960 diretto da Giorgio Simonelli.
La pellicola è una commedia fantastica basata sull'espediente del viaggio nel tempo, ispirata al film O.K. Nerone girato nove anni prima da Mario Soldati.

## Trama

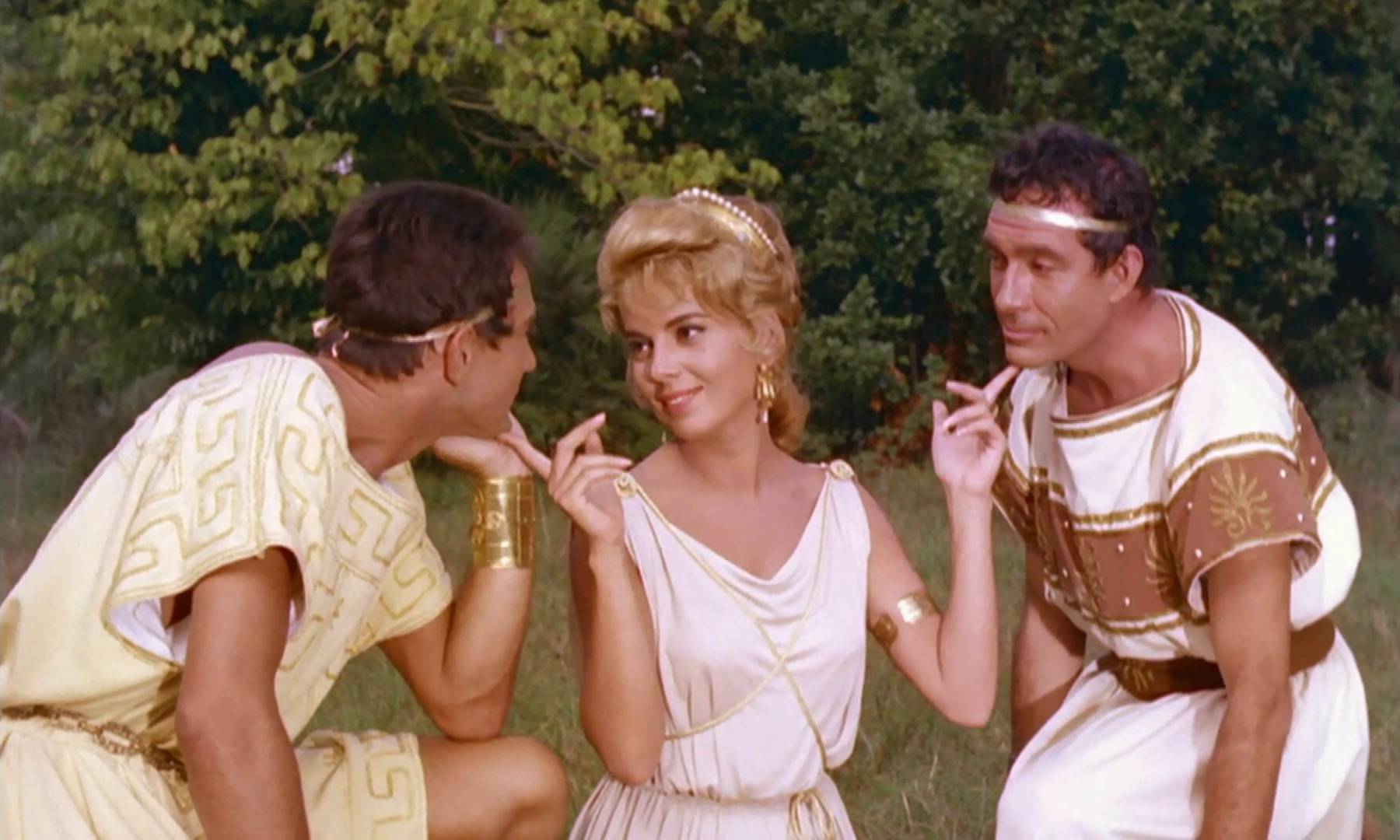
Abbe Lane tra Chiari e Tognazzi

Primo e Cassio sono due guide turistiche che stanno facendo un'escursione nella Villa di Tiberio, ma ad un certo punto finiscono per litigio in un precipizio.
Quando si risvegliano, Primo e Cassio si ritrovano nell'epoca dell'Impero romano e, con un colpo di fortuna, vengono portati alla corte dell'imperatore Tiberio che sta organizzando una festa.

## Produzione
Il film venne realizzato negli stabilimenti di Cinecittà.
L'aiuto regista fu Nick Nostro.

## Censura
La censura eliminò una breve sequenza in cui viene pronunciata la battuta "testa di Cassio" e ridusse la scena della lotta tra le ballerine e altre ragazze.

## Critica
(Fantafilm)